# 𐞪
Cette page contient des caractères spéciaux ou non latins. S’ils s’affichent mal (▯, ?, etc.), consultez la page d’aide Unicode.
𐞪, appelée petite capitale R en exposant, petite capitale R supérieur ou lettre modificative petite capitale R, est un symbole utilisé dans certaines transcriptions basées sur l’alphabet phonétique international. Il est formé de la lettre petite capitale R mise en exposant.

## Utilisation
Dans certaines transcriptions utilisant l’alphabet phonétique international (API), ‹ 𐞪 › peut être utilisé pour indiquer l’articulation roulée uvulaire.

## Représentations informatiques
La lettre modificative petite capitale R peut être représenté avec les caractères Unicode suivants (Latin étendu – F) :
| formes       | représentations | chaînes de caractères | points de code | descriptions                                    | note                            |
| ------------ | --------------- | --------------------- | -------------- | ----------------------------------------------- | ------------------------------- |
| modificative | 𐞪               | 𐞪                     | U+107AA        | lettre modificative minuscule petite capitale R | codé pour le symbole phonétique |